# Каксинвай
Каксинвай — село в Малмыжском районе Кировской области. Административный центр Каксинвайского сельского поселения. Расстояния до районного центра (г. Малмыж) — 57 км.

## Этимология
Название села имеет удмуртское происхождение. «Какса» — имя удмуртского рода, в переводе — «цапля» (родовое животное), «вай» — развилка дорог.
Таким образом, название можно приблизительно перевести на русский, как «деревня удмуртов из рода цапли на развилке дорог».

## История
Основан на правом берегу реки Каксинка как починок Русский Каксинвай в составе Мериновской волости Малмыжского уезда Вятской губернии. Первыми поселенцами были жители деревень Верхняя и Нижняя Тойма. В Списке населённых мест Вятской губернии (1859 год) включается в состав удмуртской деревни Какси-Ныша, ныне Каксинша, расположенной в 1 км от Каксинвая.
В 1916 году в Каксинвае было открыто Большешабанское почтовое отделение (Памятная книжка Вятской губернии на 1916 год).
В 1930 году была организована сельхозартель "Сталинская" с центром в селе Каксинвай (позже колхоз "Дружба").
В 1950 году создан объединённый колхоз им. Сталина с центром в селе Каксинвай, в который вошли колхозы "Дружба" (с. Каксинвай), "Горд-Оже" (д. Каксинша), "Калиновка" (д. Курлово).
В 1955 году на основании решения райисполкома от 18.03.1955 №112а к колхозу им. Сталина присоединены хозяйства "Новая жизнь" (д. Медовый Ключ), "Дружба" (д. Харбино).
В 1956 году после ещё одного присоединения хозяйств "Родина" (д. Преображенка) и "Победа" (д. Н. Кокуй Больше-Шабанского сельсовета) колхоз стал называться "Дружба" с центром в селе Каксинвай. В 1965 году на основании решения райисполкома от 28.07.1965 №251 произошло разукрупнение: эти три колхоза обратно разъединились.
4 сентября 1895 года на месте починка основано село под современным названием. В следующем году в Каксинвае открывается земская школа.
В 1899 году в Каксинвае на средства купцов-меценатов из Елабуги была возведена Рождество-Богородицкая церковь, при ней открыта библиотека. Освящена 10 октября 1900 года. Сгорела в 1938 году, восстановлена не была.
После Революции село стало административным центром новообразованного Каксинвайского сельсовета в составе Малмыжского района Кировской области.
Как минимум с 1951 года в селе работает общеобразовательная школа, в 1976—1998 годах при ней находился интернат для детей.
Законом Кировской области от 31.10.2000 № 218-ЗО на территории сельсовета образовано одноимённое сельское поселение, центром которого стал Каксинвай.
В 2004 году на старом фундаменте был вновь построен храм. Освящён 16 октября 2004 года под названием Храма Рождества Пресвятой Богородицы, принадлежит к Уржумской епархии.

## Экономика
На 1891 год основными занятиеми населения были лесной промысел и ремёсла. Сельское хозяйство было слаборазвито из-за неплодородных и немногочисленных почв.
В ходе коллективизации основан животноводческий колхоз (позже совхоз) «Каксинвайский», преобразованный к 1991 году в частный сельхозкооператив.

## Культура
В Каксинвае работает библиотека им. В. К. Семибратова (писателя, краеведа) и дом культуры, проводятся развлекательные и краеведческие мероприятия.

## Население
Национальный состав населения разнообразен. В селе проживают удмурты (преобладающая национальность, 37% по состоянию на 2002 г.), марийцы, татары, русские.
По данным переписи населения 2010 года, в селе Каксинвай проживают 196 человек.
| 1886 | 1891 | 1905 | 1926 | 1939 | 1950 | 1989 | 2002 | 2010 |
| ---- | ---- | ---- | ---- | ---- | ---- | ---- | ---- | ---- |
| 113  | 113  | 218  | 298  | 568  | 330  | 320  | 290  | 196  |